# Coppa Davis 2015 Zona Euro-Africana Gruppo III - Europa
Il Gruppo III della Zona Europa (Europe Zone) è il terzo e ultimo livello di competizione della zona Europa/Africa, una delle tre divisioni zonali della Coppa Davis 2015. I due vincitori sono ammessi al Gruppo II nel 2016.

## Nazioni partecipanti
- Albania
- Armenia
- Cipro
- Estonia
- Georgia
- Grecia
- Islanda

- Liechtenstein
- Macedonia
- Malta
- Montenegro
- Norvegia
- San Marino

## Formula
Le tredici nazioni partecipanti vengono suddivise in quattro gironi da tre squadre (uno da quattro), in cui ciascuna squadra affronta le altre incluse nel proprio girone (Pool). Le prime in classifica di ciascun girone si qualificano allo spareggio finale, da cui le due nazioni vincenti vengono promosse al Gruppo II.

## Pool
- Sede: Centro Tennis Cassa di Risparmio, Città di San Marino, San Marino (Terra rossa, outdoor)
- Periodo: 15-18 luglio 2015

|   | Pool A (Dettagli) | Cipro (bandiera) | Grecia (bandiera) | San Marino (bandiera) |
| 1 | Cipro (2-0)       |                  | 2-1               | 3-0                   |
| 2 | Grecia (1-1)      | 1-2              |                   | 3-0                   |
| 3 | San Marino (0-2)  | 0-3              | 0-3               |                       |

|   | Pool B (Dettagli)   | Estonia (bandiera) | Montenegro (bandiera) | Liechtenstein (bandiera) |
| 1 | Estonia (2-0)       |                    | 3-0                   | 3-0                      |
| 2 | Montenegro (1-1)    | 0-3                |                       | 3-0                      |
| 3 | Liechtenstein (0-2) | 0-3                | 0-3                   |                          |

|   | Pool C (Dettagli) | Norvegia (bandiera) | Macedonia (bandiera) | Armenia (bandiera) |
| 1 | Norvegia (2-0)    |                     | 3-0                  | 3-0                |
| 2 | Macedonia (1-1)   | 0-3                 |                      | 3-0                |
| 3 | Armenia (0-2)     | 0-3                 | 0-3                  |                    |

|   | Pool D (Dettagli) | Georgia (bandiera) | Malta (bandiera) | Islanda (bandiera) | Albania (bandiera) |
| 1 | Georgia (3-0)     |                    | 3-0              | 3-0                | 3-0                |
| 2 | Malta (2-1)       | 0-3                |                  | 3-0                | 3-0                |
| 3 | Islanda (1-2)     | 0-3                | 0-3              |                    | 3-0                |
| 4 | Albania (0-3)     | 0-3                | 0-3              | 0-3                |                    |

### Spareggi promozione
| Cipro 0 | Centro Tennis Cassa di Risparmio, Città di San Marino, San Marino 18 luglio 2015 Terra rossa (outdoor) | Centro Tennis Cassa di Risparmio, Città di San Marino, San Marino 18 luglio 2015 Terra rossa (outdoor) | Norvegia 2 |     |   |             |
| \| \| \| \| 1 \| 2 \| 3 \| \| \| - \| \| ------------------------------------------------------------------------- \| --- \| --- \| - \| ----------- \| \| 1 \| \| Christos Hadjigeorgiou Casper Ruud \| 1 6 \| 2 6 \| \| \| \| 2 \| \| Petros Chrysochos Viktor Durasovic \| 2 6 \| 3 6 \| \| \| \| 3 \| \| Petros Chrysochos / Christos Hadjigeorgiou Viktor Durasovic / Casper Ruud \| \| \| \| non giocato \| | | |            |     |   |             |
| | | | 1          | 2   | 3 |             |
| 1 | Cipro (bandiera) · Norvegia (bandiera)                                                                 | Christos Hadjigeorgiou Casper Ruud                                                                     | 1 6        | 2 6 |   |             |
| 2 | Cipro (bandiera) · Norvegia (bandiera)                                                                 | Petros Chrysochos Viktor Durasovic                                                                     | 2 6        | 3 6 |   |             |
| 3 | Cipro (bandiera) · Norvegia (bandiera)                                                                 | Petros Chrysochos / Christos Hadjigeorgiou Viktor Durasovic / Casper Ruud                              |            |     |   | non giocato |

| Estonia 0 | Centro Tennis Cassa di Risparmio, Città di San Marino, San Marino 18 luglio 2015 Terra rossa (outdoor) | Centro Tennis Cassa di Risparmio, Città di San Marino, San Marino 18 luglio 2015 Terra rossa (outdoor) | Georgia 2 |      |     |             |
| \| \| \| \| 1 \| 2 \| 3 \| \| \| - \| \| ------------------------------------------------------------------------- \| --- \| ---- \| --- \| ----------- \| \| 1 \| \| Vladimir Ivanov Aleksandre Met'reveli \| 3 6 \| 65 7 \| \| \| \| 2 \| \| Jürgen Zopp Nikoloz Basilašvili \| 6 3 \| 2 6 \| 4 6 \| \| \| 3 \| \| Vladimir Ivanov / Jürgen Zopp Nikoloz Basilašvili / Aleksandre Met'reveli \| \| \| \| non giocato \| | | |           |      |     |             |
| | | | 1         | 2    | 3   |             |
| 1 | Estonia (bandiera) · Georgia (bandiera)                                                                | Vladimir Ivanov Aleksandre Met'reveli                                                                  | 3 6       | 65 7 |     |             |
| 2 | Estonia (bandiera) · Georgia (bandiera)                                                                | Jürgen Zopp Nikoloz Basilašvili                                                                        | 6 3       | 2 6  | 4 6 |             |
| 3 | Estonia (bandiera) · Georgia (bandiera)                                                                | Vladimir Ivanov / Jürgen Zopp Nikoloz Basilašvili / Aleksandre Met'reveli                              |           |      |     | non giocato |

### Spareggi V-VIII posto
| Grecia 0 | Centro Tennis Cassa di Risparmio, Città di San Marino, San Marino 18 luglio 2015 Terra rossa (outdoor)                                    | Centro Tennis Cassa di Risparmio, Città di San Marino, San Marino 18 luglio 2015 Terra rossa (outdoor) | [[File:{{Naz/Repubblica di Macedonia\|Macedonia\|a}}\|class=noviewer\|{{Naz/Repubblica di Macedonia\|Macedonia\|c}} (bandiera)\|40x40px]] [[Selezione di Coppa Davis {{Naz/Repubblica di Macedonia\|Macedonia\|d}}\|{{Naz/Repubblica di Macedonia\|Macedonia\|c}}]] 2 |      |   |             |
| \| \| \| \| 1 \| 2 \| 3 \| \| \| - \| ----------------------------------------------------------------------------------------------------------------------------------------- \| ------------------------------------------------------------------------------ \| --- \| ---- \| - \| ----------- \| \| 1 \| [[File:{{Naz/Repubblica di Macedonia\\|Macedonia\\|a}}\\|class=noviewer\\|{{Naz/Repubblica di Macedonia\\|Macedonia\\|c}} (bandiera)\\|20x16px]] \| Christos Antonopoulos Dimitar Grabul \| 4 6 \| 62 7 \| \| \| \| 2 \| [[File:{{Naz/Repubblica di Macedonia\\|Macedonia\\|a}}\\|class=noviewer\\|{{Naz/Repubblica di Macedonia\\|Macedonia\\|c}} (bandiera)\\|20x16px]] \| Eleftherios Theodorou Tomislav Jotovski \| 2 6 \| 3 6 \| \| \| \| 3 \| [[File:{{Naz/Repubblica di Macedonia\\|Macedonia\\|a}}\\|class=noviewer\\|{{Naz/Repubblica di Macedonia\\|Macedonia\\|c}} (bandiera)\\|20x16px]] \| Christos Antonopoulos / Ioannis Stergiou Bojan Jankulovski / Tomislav Jotovski \| \| \| \| non giocato \| | | | |      |   |             |
| | | | 1 | 2    | 3 |             |
| 1 | [[File:{{Naz/Repubblica di Macedonia\|Macedonia\|a}}\|class=noviewer\|{{Naz/Repubblica di Macedonia\|Macedonia\|c}} (bandiera)\|20x16px]] | Christos Antonopoulos Dimitar Grabul                                                                   | 4 6 | 62 7 |   |             |
| 2 | [[File:{{Naz/Repubblica di Macedonia\|Macedonia\|a}}\|class=noviewer\|{{Naz/Repubblica di Macedonia\|Macedonia\|c}} (bandiera)\|20x16px]] | Eleftherios Theodorou Tomislav Jotovski                                                                | 2 6 | 3 6  |   |             |
| 3 | [[File:{{Naz/Repubblica di Macedonia\|Macedonia\|a}}\|class=noviewer\|{{Naz/Repubblica di Macedonia\|Macedonia\|c}} (bandiera)\|20x16px]] | Christos Antonopoulos / Ioannis Stergiou Bojan Jankulovski / Tomislav Jotovski                         | |      |   | non giocato |

| Montenegro 2 | Centro Tennis Cassa di Risparmio, Città di San Marino, San Marino 18 luglio 2015 Terra rossa (outdoor) | Centro Tennis Cassa di Risparmio, Città di San Marino, San Marino 18 luglio 2015 Terra rossa (outdoor) | Malta 1 |     |   |  |
| \| \| \| \| 1 \| 2 \| 3 \| \| \| - \| \| ---------------------------------------------------------------- \| --- \| --- \| - \| \| \| 1 \| \| Ivan Saveljić Matthew Asciak \| 3 6 \| 2 6 \| \| \| \| 2 \| \| Igor Saveljić Bernard Cassar Torregiani \| 6 1 \| 6 0 \| \| \| \| 3 \| \| Ljubomir Čelebić / Igor Saveljić Matthew Asciak / Bradley Callus \| 6 2 \| 6 2 \| \| \| | | |         |     |   |  |
| | | | 1       | 2   | 3 |  |
| 1 | Montenegro (bandiera) · Malta (bandiera)                                                               | Ivan Saveljić Matthew Asciak                                                                           | 3 6     | 2 6 |   |  |
| 2 | Montenegro (bandiera) · Malta (bandiera)                                                               | Igor Saveljić Bernard Cassar Torregiani                                                                | 6 1     | 6 0 |   |  |
| 3 | Montenegro (bandiera) · Malta (bandiera)                                                               | Ljubomir Čelebić / Igor Saveljić Matthew Asciak / Bradley Callus                                       | 6 2     | 6 2 |   |  |

### Spareggi IX-XII posto
| San Marino 2 | Centro Tennis Cassa di Risparmio, Città di San Marino, San Marino 18 luglio 2015 Terra rossa (outdoor) | Centro Tennis Cassa di Risparmio, Città di San Marino, San Marino 18 luglio 2015 Terra rossa (outdoor) | Armenia 0 |     |     |             |
| \| \| \| \| 1 \| 2 \| 3 \| \| \| - \| \| ---------------------------------------------------------------------- \| --- \| --- \| --- \| ----------- \| \| 1 \| \| Pietro Grassi Mik'ayel Avetisyan \| 6 0 \| 6 1 \| \| \| \| 2 \| \| Marco De Rossi Ašot Gevorgyan \| 6 3 \| 2 6 \| 6 2 \| \| \| 3 \| \| Marco De Rossi / Domenico Vicini Mik'ayel Xačatryan / Sedrak Xačatryan \| \| \| \| non giocato \| | | |           |     |     |             |
| | | | 1         | 2   | 3   |             |
| 1 | San Marino (bandiera) · Armenia (bandiera)                                                             | Pietro Grassi Mik'ayel Avetisyan                                                                       | 6 0       | 6 1 |     |             |
| 2 | San Marino (bandiera) · Armenia (bandiera)                                                             | Marco De Rossi Ašot Gevorgyan                                                                          | 6 3       | 2 6 | 6 2 |             |
| 3 | San Marino (bandiera) · Armenia (bandiera)                                                             | Marco De Rossi / Domenico Vicini Mik'ayel Xačatryan / Sedrak Xačatryan                                 |           |     |     | non giocato |

| Liechtenstein 2 | Centro Tennis Cassa di Risparmio, Città di San Marino, San Marino 18 luglio 2015 Terra rossa (outdoor) | Centro Tennis Cassa di Risparmio, Città di San Marino, San Marino 18 luglio 2015 Terra rossa (outdoor) | Islanda 1 |     |     |  |
| \| \| \| \| 1 \| 2 \| 3 \| \| \| - \| \| -------------------------------------------------------------------------------- \| --- \| --- \| --- \| \| \| 1 \| \| Gian-Carlo Besimo Birkir Gunnarsson \| 2 6 \| 0 6 \| \| \| \| 2 \| \| Vital Flurin Leuch Rafn Kumar Bonifacius \| 3 6 \| 6 3 \| 6 2 \| \| \| 3 \| \| Gian-Carlo Besimo / Vital Flurin Leuch Rafn Kumar Bonifacius / Birkir Gunnarsson \| 6 3 \| 6 4 \| \| \| | | |           |     |     |  |
| | | | 1         | 2   | 3   |  |
| 1 | Liechtenstein (bandiera) · Islanda (bandiera)                                                          | Gian-Carlo Besimo Birkir Gunnarsson                                                                    | 2 6       | 0 6 |     |  |
| 2 | Liechtenstein (bandiera) · Islanda (bandiera)                                                          | Vital Flurin Leuch Rafn Kumar Bonifacius                                                               | 3 6       | 6 3 | 6 2 |  |
| 3 | Liechtenstein (bandiera) · Islanda (bandiera)                                                          | Gian-Carlo Besimo / Vital Flurin Leuch Rafn Kumar Bonifacius / Birkir Gunnarsson                       | 6 3       | 6 4 |     |  |

## Verdetti
- Promosse al Gruppo II:  Norvegia -  Georgia